# Erigeron capillipes
Erigeron capillipes là một loài thực vật có hoa trong họ Cúc. Loài này được Ekman ex Urb. mô tả khoa học đầu tiên năm 1925.